# Lefebvrea
Lefebvrea es un género de plantas herbáceas perteneciente a la familia de las apiáceas.Comprende 23 especies descritas y de estas, solo 6 aceptadas.

## Taxonomía
El género fue descrito por Achille Richard y publicado en Annales des Sciences Naturelles; Botanique, sér. 2, 14: 260. 1840. La especie tipo es: Lefebvrea abyssinica A.Rich.	

## Especies
A continuación se brinda un listado de las especies del género Lefebvrea aceptadas hasta julio de 2013, ordenadas alfabéticamente. Para cada una se indica el nombre binomial seguido del autor, abreviado según las convenciones y usos.
- Lefebvrea abyssinica A.Rich.
- Lefebvrea atropurpurea (A. Rich.) P. Winter
- Lefebvrea grantii (Kingston ex Oliv.) S.Droop
- Lefebvrea longipedicellata Engl.
- Lefebvrea oblongisecta (C.C. Towns.) P. Winter
- Lefebvrea tenuis (C.C. Towns.) P. Winter